# Eisernes Buch Deutschen Adels Deutscher Art
Das Eiserne Buch Deutschen Adels Deutscher Art (meist kurz die [sic] EDDA) war ein  genealogisches Verzeichnis deutscher Adeliger, das auf rassebiologischen Vorstellungen von „Blutsadel“ basierte.

## Gründung
Völkische Autoren hatten schon vor dem Ersten Weltkrieg eine angebliche „Verjudung“ des deutschen Adels beklagt und begonnen, in Publikationen wie dem Semi-Gotha Belege für die jüdische Abstammung einzelner Adeliger zu sammeln und zu publizieren. Nach dem Ende der Monarchie wurden die Forderungen nach einer neuen, völkischen Definition von Adel auch innerhalb des Adels selbst mehrheitsfähig. Auf dem Adelstag der Deutschen Adelsgenossenschaft (D.A.G.) im Sommer 1920 forderten völkische Mitglieder um Albrecht von Houwald einen Ausschluss von Mitgliedern, unter deren Vorfahren Juden oder Farbige seien. Umgesetzt wurde zunächst die Forderung eines Ariernachweises für neue Mitglieder (ab 1921) und die Anlage eines „Rasseauswahlbuch“ genannten Verzeichnisses von Adeligen nachweislich arischer Abstammung, das Houwald als „Bearbeiter von Rassefragen und Sippenforschung“ der D.A.G. führte. Aus dieser handschriftlich geführten Liste ging das Eiserne Buch hervor, aus dem ab 1925 Auszüge in Form von Stammtafeln publiziert wurden.

## Anspruch und Aufnahmekriterien
Seinem Anspruch nach war das Verzeichnis eine völkische Adelsmatrikel: Nur Adelige, die hier aufgenommen wurden, sollten als adelig gelten. Die Arbeitsgruppe beanspruchte, für den gesamten deutschen Adel zu sprechen. Allerdings übernahm weder die D.A.G. die Kriterien der meist EDDA genannten Liste vollständig, noch erreichte die D.A.G., dass sie als Körperschaft des öffentlichen Rechts anerkannt wurde oder als offizielles Heroldsamt fungierte.
Für die Aufnahme in die meist EDDA genannte Liste galten jeweils strengere Kriterien als für die Mitgliedschaft in der D.A.G.; die Satzung verlangte von aufzunehmenden Adeligen die

„[...] schriftliche Erklärung, daß der Bewerber [...] nach bestem Wissen und Gewissen unter seinen oder seines Ehegatten 32 Vorfahren von Vaters und Mutters Seite in der obersten Reihe keinen oder höchstens einen Semiten oder Farbigen hat.“

Die Angaben wurden von einem Ausschuss geprüft, bevor die Eintragung erfolgte. Die Regeln wurden mehrfach verschärft. Bis 1931 waren 3158 Personen aus 508 Familien verzeichnet. Die Gothaischen Taschenbüchern markierten Adelige, die auch in der EDDA verzeichnet waren, seit 1935 mit einem „E“.